# Svensk film
Svensk film er internationalt anerkendte. Dette er forbundet med især de fire store filminstruktører Victor Sjöström, Ingmar Bergman, og i nyere tid, Lasse Hallström og Lukas Moodysson.

## Tidlig svensk film
Den første film, filmet i Sverige var en stum journalfilm optaget af fotograf Ernest Florman af kong Oscar II, som byder kong Chulalongkorn af Siam, (nu Thailand), velkommen ved Logårdstrappan i Stockholm, 1897 .
Svensk film nåede først ud til det internationale publikum primært gennem AB Svenska Biografteatern-produktioner. I 1911 flyttede virksomheden fra Kristianstad til Lidingö, og kort tid efter flytningen ansatte direktøren Charles Magnusson instruktøren Victor Sjöström, Mauritz Stiller og Georg af Klercker.
Stiller var ansvarlig for den tidlige popularitet af Greta Garbo, navnlig gennem filmen Gösta Berlings saga (1924). Mange film fra Biografteatern har haft en betydelig indvirkning på tyske filminstruktører af stumfilm og den tidlige lyd epoke, hovedsageligt fordi Tyskland var afskåret fra franske, britiske og amerikanske films påvirkninger under Første Verdenskrig.
I midten af tyverne, flyttede begge disse filminstruktører og Garbo til USA for at arbejde for MGM, hvilket bringer den svenske indflydelse til Hollywood. Men dette efterlod et tomrum i svensk film, som gik ind i en finansiel krise som følge heraf.
Fremkomsten af de talende film i begyndelsen af 1930'erne medførte en økonomisk stabilisering for svensk film, men kunstneriske og internationale ambitioner blev ofret for denne finansielle succes. Nogle provinsielle komedier blev filmet, til det lokale marked.